# Tweedia aucaensis
Tweedia aucaensis là một loài thực vật có hoa trong họ La bố ma. Loài này được G.H. Rua miêu tả khoa học đầu tiên năm 1986.